# آرام‌اس امپراتریس کانادا (۱۹۶۰)
آرام‌اس امپراتریس کانادا (۱۹۶۰) (به انگلیسی: RMS Empress of Canada (1960)) یک کشتی بود که طول آن ۶۵۰ فوت (۱۹۸٫۱۲ متر) بود. این کشتی در سال ۱۹۶۰ ساخته شد.